# Burjati

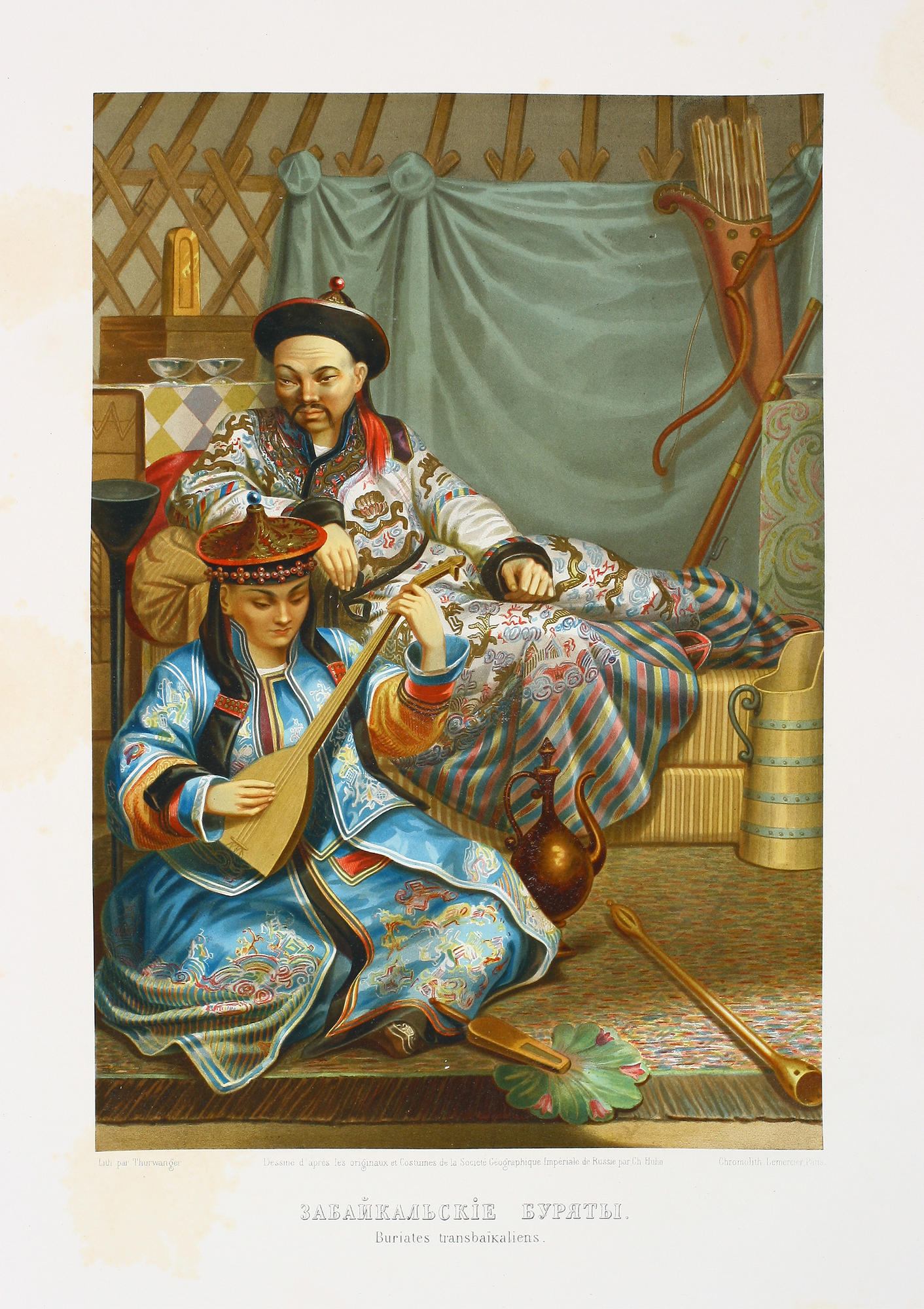
Zabajkalští Burjati kolem r. 1840

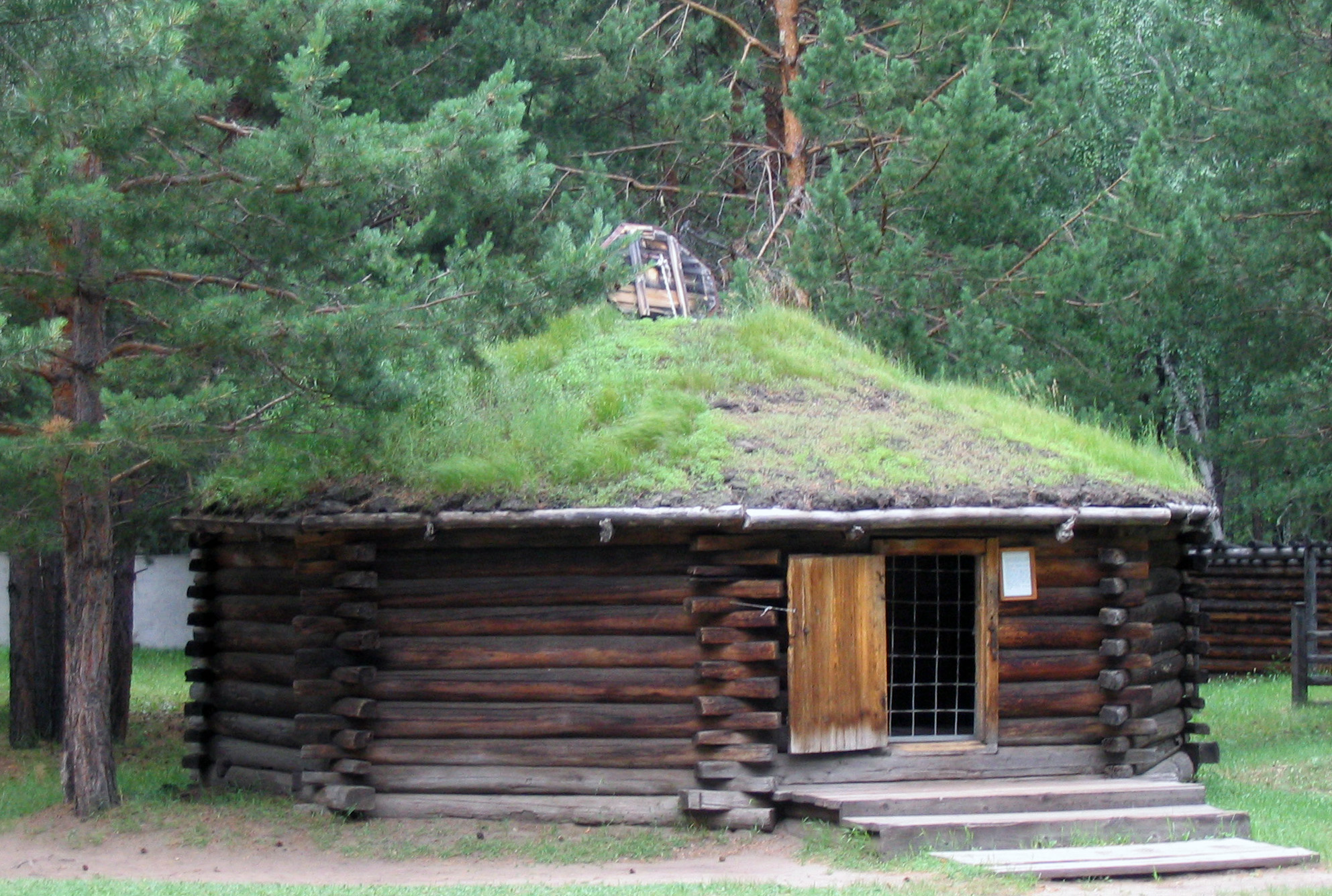
Zimní jurta (dřevěná, se střechou zateplenou drny) – z expozice Etnografického muzea národů Zabajkalska

Burjati jsou jednou z etnických skupin Mongolů, avšak považovaní za samostatnou národnost. Tvoří přibližně 25 % obyvatelstva Republiky Burjatsko v rámci Ruské federace. Burjati se tradičně věnují pastevectví, ale i zemědělství a rybolovu, na rozdíl od ostatních mongolských etnik jsou Burjati většinou usedlí a i mimo města bydlí v dřevěných domech, nikoli v kočovnických jurtách. Většinou vyznávají tibetský buddhismus, někteří z nich, hlavně na západ od Bajkalu, jsou i pravoslavní křesťané a zachoval se mezi nimi i tradiční šamanismus. Celkový počet Burjatů se odhaduje okolo 620 000.

## Rozšíření
Převážná většina Burjatů žije na území Ruské federace a to v Burjatsku (cca 250 000) a sousední Irkutské oblasti a Zabajkalském kraji. Dále žijí v Mongolsku (severní ajmaky a Ulánbátar) a Čínské lidové republice (Vnitřním Mongolsku).

## Historie
Původ jména Burjatů je odvozován od mongolského znění slovesa „utéci“. To proto, že jde o potomky uprchlíků z vlastního Mongolska, kteří se na útěku při kmenových válkách plavili po řekách (Selenga, Onon) na sever. Od počátku 17. století byla většina Burjaty obývaných oblastí obsazena ruskými kozáky, čímž se dostala do sféry vlivu Ruského impéria. Tuto skutečnost potvrdila v roce 1689 rusko-čínská Něrčinská smlouva.
Na začátku 20. století část Burjatů v důsledku ruských revolucí přesídlila do Vnějšího Mongolska. Burjati hráli významnou roli v době sovětizace Mongolska, odpovídající byly ale i jejich oběti v době komunistických čistek ve 30. a 60. letech 20. století (a to jak v Mongolsku, tak v Sovětském svazu), kdy bylo zavražděno mnoho duchovních, představitelů politiky a inteligence, utrpěla tradiční kultura a byla zničena i většina klášterů.